# Zoulou
Cet article concerne la langue zoulou. Pour le peuple zoulou, voir Zoulous.
Pour l’article ayant un titre homophone, voir Zulu.
 (mars 2019).
Si vous disposez d'ouvrages ou d'articles de référence ou si vous connaissez des sites web de qualité traitant du thème abordé ici, merci de compléter l'article en donnant les références utiles à sa vérifiabilité et en les liant à la section « Notes et références ».
Le zoulou (isiZulu en zoulou) est une langue appartenant au groupe nguni (qui comprend également le xhosa et le ndébélé) des langues bantoues. C'est l'une des langues comptant le plus de locuteurs en Afrique australe.

## Nombre de locuteurs[1]
- Total mondial : 27 779 100
  - langue maternelle : 12 079 100
  - langue seconde : 15 700 000
- Afrique du Sud : 27 300 000
  - langue maternelle : 11 600 000 (2013)
  - langue seconde : 15 700 000 (2002)
- Lesotho : 328 000 (2017)
- Eswatini : 106 000 (2017)
- Malawi : 37 500 (1966)
- Mozambique : 3 000 (2006)

## Utilisation
Le zoulou est la langue dominante dans la province de KwaZulu-Natal et la langue la plus répandue dans les provinces de Mpumalanga et Gauteng. Le zoulou est de plus la langue la plus parlée d'Afrique du Sud. Il est devenu l'une des onze langues officielles de ce pays après la fin de l'apartheid.

## Histoire
La patrie d'origine des Zoulous semble se situer dans la région de la Tanzanie moderne. Leur présence en Afrique du Sud remonte au XIVe siècle. Tout comme les Xhosas qui se sont installés en Afrique du Sud au cours des vagues migratoires bantoues antérieures, les Zoulous ont assimilé de nombreux sons des langues khoïsan, celles des premiers habitants de la contrée. De ce fait, le zoulou et le xhosa ont préservé de nombreuses consonnes à clics (sons qu'on ne rencontre qu'en Afrique australe), en dépit de l'extinction de nombreuses langues san et khoï.
Le zoulou, comme toutes les langues indigènes d'Afrique du Sud, était une langue orale jusqu'à l'arrivée de missionnaires européens, qui l'ont transcrit en utilisant l'alphabet latin. Le premier document rédigé en zoulou fut une traduction de la Bible, parue en 1883. En 1901, John Dube, un Zoulou du Natal, créa le Ohlange Institute (en), le premier établissement d'enseignement indigène d'Afrique du Sud.
Il existe depuis 2016 un syllabaire crée pour les langues siNtu, le Ditema tsa Dinoko ou Isibheqe.

## Culture
John Dube est aussi l'auteur de Insila kaChaka (1933), le premier roman écrit en zoulou. Un autre écrivain pionnier du zoulou fut Reginald Dhlomo (en), auteur de plusieurs romans historiques sur les chefs de la nation zouloue au XIXe siècle : U-Dingane (1936), U-Shaka (1937), U-Mpande (1938), U-Cetshwayo (1952) and U-Dinizulu (1968). Benedict Wallet Vilakazi et, plus récemment, Oswald Mbuyiseni Mtshali, ont également apporté une contribution significative à la littérature zouloue.
Sur le plan musical Johnny Clegg et Sipho Mchunu, un travailleur blanc et un étudiant zoulou, ont changé la face de la musique sud-africaine à l'époque de l'apartheid, en enregistrant, de 1979 à 1985, une série d'albums où se mêlent musique occidentale et musique zouloue. En 1939, le morceau connu en France sous le titre de Le Lion est mort ce soir a comme titre d'origine Mbube, et est enregistré en zoulou par le chanteur sud-africain Solomon Linda.

## Écriture
Une orthographe zouloue est adoptée en 1934 et est légèrement révisée en 1950 ; cette orthographe utilise notamment la lettre b crocheté ‹ ɓ ›.
Une orthographe radicalement différente est adoptée en 1957, celle-ci remplace notamment la lettre b crocheté de 1934 ‹ ɓ › par la lettre b ‹ b › et remplace la lettre b de 1934 ‹ b › par le digraphe bh ‹ bh › .
| a  | b  | bh | c  | ch | d  | dl | dy  | e   | f   | g   | gc | gq  | gx  | h   | hh | hl   | i  | j  | k |
| kh | kl | kp | l  | m  | n  | nc | ngc | ngq | ngx | nhl | nk | nkc | nkq | nkx | nq | ntsh | nx | ny | o |
| p  | ph | q  | qh | r  | rh | s  | sh  | t   | th  | tl  | ts | tsh | u   | v   | w  | x    | xh | y  | z |

## Phonétique
L'une des particularités phonétiques du zoulou, du xhosa, et du sesotho (langue voisine) est l'utilisation de clics. Les trois clics de base en zoulou sont :
- [ǀ] clic dental, noté ‹ c › ;
- [ǃ] clic post-alvéolaire, noté ‹ q › ;
- [ǁ] clic alvéolaire latéral, noté ‹ x ›.

Chaque clic de base est susceptible d'être modifié, par exemple par l'aspiration ou la sonorisation ; ainsi, le nombre de clics distincts se multiplie.
La morphologie du zoulou est agglutinante.
Le Conseil linguistique du zoulou (Zulu Language Board) de KwaZulu-Natal était chargé de fixer le zoulou écrit, celui-ci a été remplacé par le Comité linguistique pan-sud-africain (Pan South African Language Board) en 1995.

### Exemples
| Mot        | Traduction | Prononciation standard |
| ---------- | ---------- | ---------------------- |
| terre      | umhlaba    |                        |
| ciel       | izulu      |                        |
| eau        | amanzi     |                        |
| feu        | umlilo     |                        |
| homme      | umuntu     |                        |
| femme      | umfazi     |                        |
| manger     | -dla       |                        |
| boire      | paza       |                        |
| grand      | -khulu     |                        |
| petit      | -ncane     |                        |
| nuit       | ubusuku    |                        |
| jour       | usuku      |                        |
| communauté | ubuntu     |                        |

## Expressions
Ce qui suit est une liste d'expressions qui peuvent être employées en visitant une région où la langue primaire est zoulou.
- Sawubona : Bonjour (à une personne)
- Sanibonani : Bonjour (à un groupe de personnes)
- Unjani? : Comment allez-vous ?
- Ngiyabonga : Merci
- Ngubani igama lakho : Quel est votre nom ?
- Igama lami ngu... : Mon nom est…
- Isikhathi sithini? : Quel temps fait-il ?
- Ngingakusiza? : Est-ce que je peux vous aider ?
- Uhlala kuphi? : Où restez-vous ?
- Uphumaphi? : D'où êtes-vous ?
- Yebo : Oui
- Cha : Non
- Angazi : Je ne sais pas.
- Ukhuluma isiNgisi na? : Parlez-vous anglais ?
- Ngisaqala ukufunda isiZulu : Je viens de commencer à apprendre le zoulou.